# Remy Martin (baloncestista)
Remy Macaspac Martin (n. Chatsworth (Los Ángeles), California); 16 de junio de 1998) es un jugador de baloncesto estadounidense con nacionalidad filipina. Con 1,80 metros de altura juega en la posición de base. Actualmente se encuentra sin equipo.

## Trayectoria deportiva

### Universidad
Es un jugador natural de Chatsworth (Los Ángeles),  California, formado en la Sierra Canyon School de su ciudad natal, antes de ingresar en 2017 en la Universidad Estatal de Arizona, situada en Tempe, Arizona, donde jugaría durante tres temporadas la NCAA con los Arizona State Sun Devils.
En la temporada 2021-22, cambia de universidad e ingresa en la Universidad de Kansas en Lawrence, Kansas, con el que lograría el título de la NCAA con los Kansas Jayhawks.

### Profesional
Tras no ser drafteado en 2022, disputa la Liga de verano de la NBA con los Dallas Mavericks.
Martín sería elegido en el puesto 40 del draft de la NBA G League por los Cleveland Charge. El 24 de octubre de 2022, Martin se unió a la pretemporada del equipo pero finalmente no formaría parte del equipo definitivo para la liga.
El 11 de noviembre de 2022, firma con Lavrio B.C. de la A1 Ethniki.